# Akif Çağatay Kılıç
Akif Çağatay Kılıç né le 15 juin 1976 à Siegen (Allemagne de l'Ouest) est un homme politique turc.

## Biographie
Son grand-père İlyas Kılıç (tr) est député du parti républicain du peuple de Samsun (entre 1961 et 1980) et son père Sinan Kılıç est médecin particulier de Recep Tayyip Erdoğan. Son oncle Serdar Kılıç (en) est ambassadeur de Turquie à Washington de 2014 à 2021.
Il termine ses études secondaires au lycée privé allemand à Istanbul, diplômé de l'université du Hertfordshire. Il est longtemps chef de cabinet adjoint et le traducteur de Premier ministre Recep Tayyip Erdoğan.
Kılıç est membre du parti de la justice et du développement (AKP), deputé de Samsun (2011-2018) et d'Istanbul (depuis 2018), président du groupe d'amitié Turquie-Allemagne (2011-2013) dans la Grande Assemblée nationale de Turquie, ministre de la jeunesse et des sports (2013-2017), président de la délégation turque à l'Assemblée parlementaire du Conseil de l'Europe (2018-2020) et vice-président de cette assemblée (2018-2020), président de la commission des affaires étrangères (depuis 2020).
Kılıç devient le principal conseiller du président Erdoğan sur les questions de sécurité et de politique étrangère.